# Roman Bath Museum

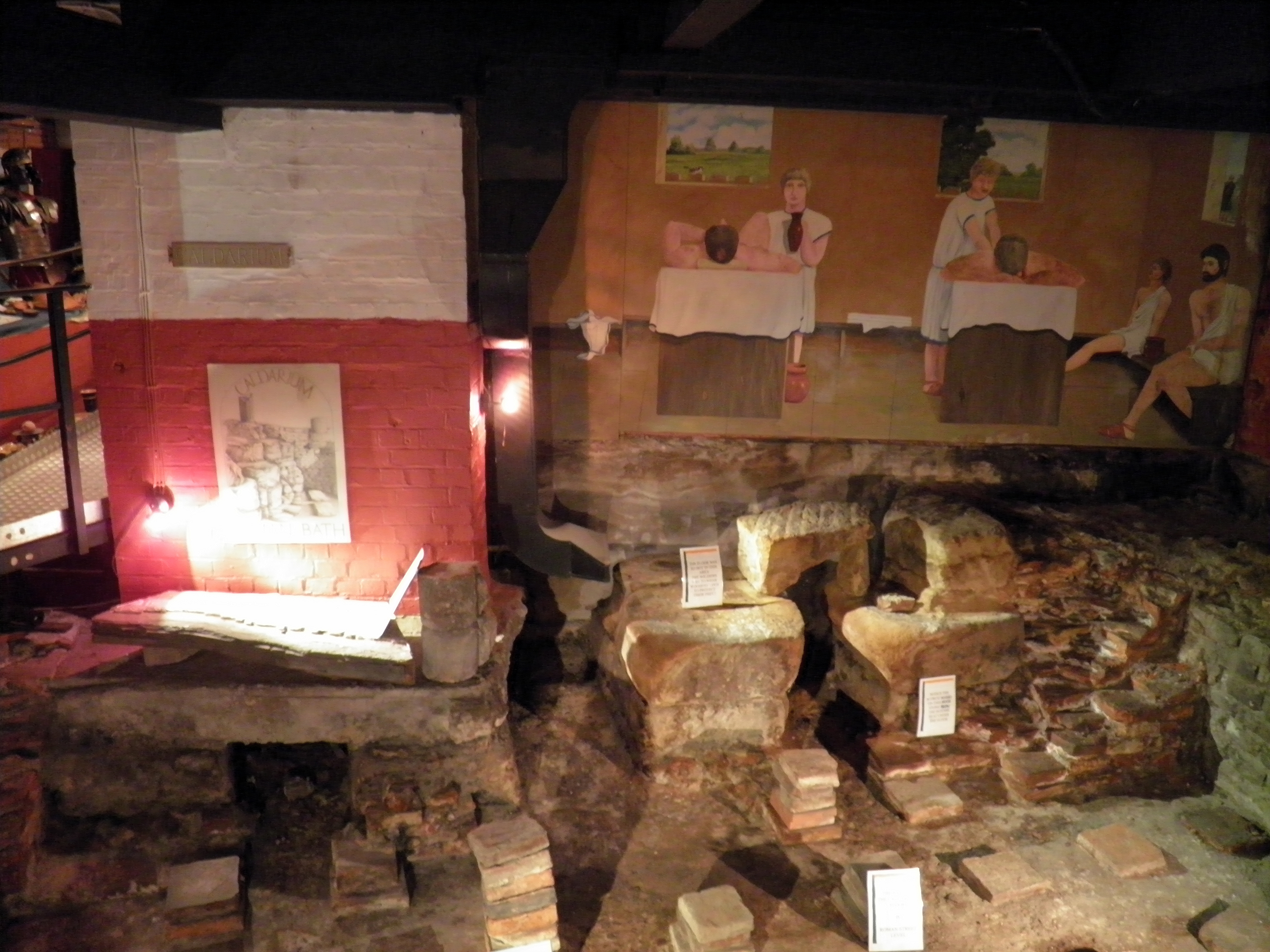

Het Roman Bath Museum is een museum aan St Sampsons Square in de Noord-Engelse stad York. Het museum omvat de resten van Romeinse thermen. De thermen werden gebouwd tussen 71 en 122 en bevinden zich onder een pub. Ze werden bij toeval ontdekt in 1930 bij restauratiewerkzaamheden aan de pub. Bij opgravingen in 1972 werden verdere delen ontdekt.